# Reisjärvi
Reisjärvi è un comune finlandese di 2636 abitanti, situato nella regione dell'Ostrobotnia Settentrionale.